# Television på Cypern
Television på Cypern är precis som ön själv uppdelat på en grekcypriotisk och en turkisk del. De första sändningarna inleddes i liten skala 1957 under den brittiska kolonialtiden. På den grekcypriotiska delen finns Cyprus Broadcasting Corporation med de två kanalerna RIK 1 och RIK 2. Den turkcypriotiska motsvarigheten heter Bayrak TV. Dessutom förekommer satellitsändningar av grekisk och turkisk TV.